# 莫尔德河畔勒特朗布莱
莫尔德河畔勒特朗布莱（法語：Le Tremblay-sur-Mauldre，法語發音：[lə tʁɑ̃blɛ syʁ moldʁ]）是法国法兰西岛大区伊夫林省的一个市镇，属于朗布依埃区。

## 地理
莫尔德河畔勒特朗布莱（48°46'39"N, 1°52'42"E）面积6.03 平方千米，位于法国法蘭西島大區伊夫林省，该省份为法国北部内陆省份，北起瓦兹河谷省，西接厄尔省，西南接厄尔-卢瓦省，东南接埃松省，东临上塞纳省。
与莫尔德河畔勒特朗布莱接壤的市镇（或旧市镇、城区）包括：旧诺夫勒、吉约讷河畔巴佐什、茹阿尔蓬沙尔特兰、圣雷米洛诺雷。
莫尔德河畔勒特朗布莱的时区为UTC+01:00、UTC+02:00（夏令时）。

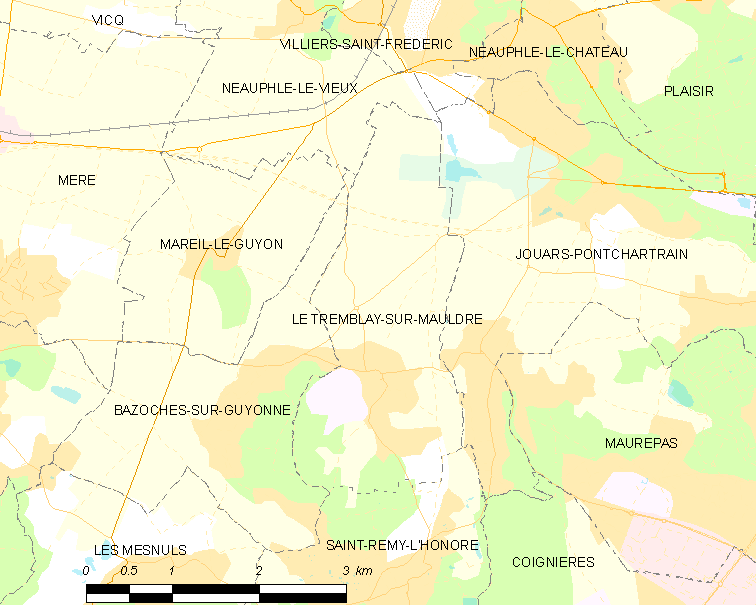
莫尔德河畔勒特朗布莱的OSM定位图

## 行政
莫尔德河畔勒特朗布莱的邮政编码为78490，INSEE市镇编码为78623。

## 政治
莫尔德河畔勒特朗布莱所属的省级选区为欧贝让维尔县。

## 人口

1962-2008年间莫尔德河畔勒特朗布莱人口变化图示

莫尔德河畔勒特朗布莱于2022年1月1日时的人口数量为956人。